# 萊昂斯 (堪薩斯州)
萊昂斯（英語：Lyons）是一個位於美國堪薩斯州賴斯縣的城市。同時該地也是賴斯縣的縣治。

## 地方資料
萊昂斯的座標為38°20′42″N 98°12′09″W / 38.34500°N 98.20250°W，而該地的海拔高度為512米（即1680英尺）。根據2010年美國人口普查，該地共人口3611人，而該地的面積約為6.70平方千米。